# Gornji Crniš
Gornji Crniš (en serbe cyrillique : Горњи Црниш) est un village de Serbie situé dans la municipalité de Tutin, district de Raška. Au recensement de 2011, il comptait 104 habitants.

## Démographie
| 1948 | 1953 | 1961 | 1971 | 1981 | 1991 | 2002 | 2011 |
| ---- | ---- | ---- | ---- | ---- | ---- | ---- | ---- |
| 365  | 417  | 408  | 434  | 382  | 272  | 36   | 104  |

|  |